# Alfred von Buttlar-Moscon
Maria Alfred Freiherr von Buttlar-Moscon (* 8. Dezember 1898 in Klagenfurt; † 24. September 1972 in Wien) war ein österreichischer Schriftsteller, Lyriker und Übersetzer.

## Leben
Alfred wurde auf dem nordwestlich des Klagenfurter Stadtzentrums am Kreuzbergl gelegenen Schlösschen Zigguln geboren. Seine 31-jährige Mutter, Maria Anneta Freifrau von Moscon (* 15. Januar 1867; † 9. Dezember 1898), verstarb einen Tag nach der überraschend im siebten Schwangerschaftsmonat eingetretenen Geburt. Sie war die Gattin des Richard Wilhelm Karl Freiherr von Buttlar zu Brandenfels genannt Treusch (* 1. Juli 1848; † 27. Februar 1924), k. u. k. Kämmerer, Feldmarschallleutnant und Flügeladjutant des Kaisers Franz Joseph I.
Am 16. Dezember 1902 vermählte sich der Vater in Linz ein zweites Mal mit Gabriele Freiin von Gagern (* 1. Mai 1872; † 9. Dezember 1924) und ermöglichte dadurch dem Jungen, eine künftige Entwicklung unter mütterlicher Obhut. Alfred absolvierte eine Privatschule und erhielt durch „Allerhöchste Entschließung“ vom 29. April 1909 die Bewilligung zur Namensvereinigung mit denen der Freiherren von Moscon, dem Geschlecht seiner verstorbenen Mutter.
Alfred von Buttlar-Moscon, wie er sich nun nannte, studierte nach der Matura an der Karl-Franzens-Universität in Graz Rechtswissenschaft und Kunstgeschichte. Während seiner Grazer Studienzeit lernte er Julius Franz Schütz und Bruno Ertler kennen. Durch sie inspiriert, verfasste er die ersten Gedichte und entdeckte seine Hinneigung zum Schreiben.
Als sich zu Ende des Ersten Weltkriegs die Zerreißung der Steiermark abzeichnete, noch vor seiner Volljährigkeit, setzte er sich verstärkt für sein mütterliches Erbe ein und betätigte sich ab dem Jahr 1922 als Gutsherr der Herrschaft Pischätz. Diese ausgedehnte, etwa 700 ha große Domäne mit dem festen Schlossgebäude, seit 1595 ununterbrochen im Besitz der Familie Moscon und ab 1753 als Fideikommiss festgelegt, wurde damals mühsam von seinen 80-jährigen Großeltern betrieben und lag seit der Abtrennung der Untersteiermark im Königreich SHS.
Die Abwicklung des Erbschaftsverfahrens und der damit verbundene Eigentumswechsel war in der Nachkriegsepoche wegen der unstabilen Rechtsverhältnisse im Königreich SHS äußerst kompliziert und zog sich über Jahre hin. Erst am 28. Juli 1925 konnte Alfred von Buttlar-Moscon als sechster Fideikommissherr die Herrschaft von seinem Großvater, dem Freiherrn Julius Franz Alfred von Moscon, übernehmen.
Bereits am 27. Juli 1921 hatte Alfred von Buttlar-Moscon in der Bezirksstadt Brežice/Rann Josephine (Josa) Putsek (* 11. Januar 1900) geheiratet, die Tochter eines Generalmajors der einstigen k.u.k. Armee. Diese Ehe, aus der zwei Kinder hervorgingen, wurde allerdings am 5. April 1932 in Zagreb annulliert und den Nachkommen, durch Rechtsspruch vom 29. Dezember 1932 des Landgerichtes Ljubljana, die Ehelichkeit und das Anrecht zur Führung des Namens Buttlar-Moscon genommen.
Am 28. April 1936 heiratete er dann Vilja Pickhl Edle von Witkenberg (* 16. Januar 1908).

## Auszeichnungen
- 1961 Nikolaus-Lenau-Preis

## Werke
Lyrik
- Im Kreis der Gestalten, Kulturpolitischer Verlag, Leipzig, 1936
- Wanderer zwischen Tag und Traum, Verlag Volk u. Reich, Prag, 1944
- Mariae Glockenspiel, Amandus-Edition, Wien, 1947
- Es pocht an deiner Tür, Rohrer, Wien, 1957

Epik
- Das Kartäuserkloster Seitz, in: Südsteiermark, Ein Gedenkbuch, Graz, 1925
- Kronprinz Rudolf, Wancura, Wien,  1960

Übersetzungen
- Antun Branko Šimić, Vladimir Vidric, Dragutin Domjanić, u. a.: Kroatiens Seele im Lied, Europa-Verlag, Zagreb, 1943, aus dem Kroatischen.
- Dragutin Domjanić: Heiden blüht, Zagreb, 1943, aus dem Kroatischen.
- Vladimir Nazor: Der Hirte Loda, Zsolnay, Wien, 1949, aus dem Kroatischen.
- Henri Daniel-Rops: Paulus, Eroberer für Christus, Herold Verlag, Wien, 1951, aus dem Französischen.
- Stevan Sremac: Popen sind auch nur Menschen, Wancura, Wien, 1955, aus dem Serbischen.
- Jean Amila (Jean Meckert): Schwurgericht, Wancura, Wien, 1956, aus dem Französischen.
- André Brincourt: Das grüne Paradies, Wancura, Wien, 1957, aus dem Französischen.
- Oton Župančič: Panorama moderner Lyrik, Mohn, Gütersloh, 1960, aus dem Slowenischen.
- France Bevk, Anton Ingolič, Ciril Kosmač, Prežihov Voranc, u. a.: Jugoslawien erzählt, Frankfurt a. M., Fischer Bücherei, 1964, aus dem Serbischen, Kroatischen und Slowenischen.